# Loubeyrat
Loubeyrat är en kommun i departementet Puy-de-Dôme i regionen Auvergne-Rhône-Alpes i centrala Frankrike. Kommunen ligger i kantonen Manzat som tillhör arrondissementet Riom. År 2022 hade Loubeyrat 1 431 invånare.

## Befolkningsutveckling
Antalet invånare i kommunen Loubeyrat
| Referens: INSEE |